# Charles Diéterle
Pour les articles homonymes, voir Diéterle.
Charles Jules Diéterle, né à Paris le 6 avril 1847 où il est mort le 31 mars 1933, est un peintre français.

## Biographie
Fils de Jules Diéterle, élève de Paul Baudry et de Jean-Léon Gérôme, il expose au Salon des artistes français de 1874 à 1900 et y obtient une mention honorable en 1878. 
Plusieurs de ses tableaux sont au Musée des beaux-arts de Fécamp.
Il épouse le 13 novembre 1875 à Paris la peintre Marie Van Marcke.